# KDE 2
KDE 2 je bila druga generacija grafičnega okolja K Desktop Environment. V tej generaciji so bile izdane tri glavne izdaje.

## Novosti
KDE 2 je uvedel pomembne tehnološke izboljšave.
Uvedeni so bili številni protokoli in tehnologije:
- DCOP (Desktop COmmunication Protocol), protokol namenjen za komunikacijo med programi in grafično knjižnico (v uporabi vse do izdaje KDE 4).
- KIO, knjižnica za vhodna in izhodna dejanja, lahko dostopa tudi do spletnih protokolov (HTTP, FTP, POP, IMAP, NFS, SMB, LDAP) in seveda lokalnih datotek.
- KParts, program ki omogoča vključitev odsev drugega programa vase (znotraj spletnega brskalnika se odpre pregledovalnik datotek PDF).
- KHTML, je vstavek za izvajanje in upodabljanje spletnih strani (podpora za JavaScript, Java, HTML, CSS in SSL). Mogoče je uporabiti tudi vstavke za Netscape, kot npr. Flash.

## KDE 2.0
Predstavljen je bil spletni brskalnik, upravitelj in pregledovalnik datotek Konqueror. Za prikaz spletnih strani je uporabil lastno tehnologijo KHTML.
KDE 2 je izšel skupaj z zametki zbirke pisarniških programov KOffice sestavljenih iz programov za preglednice (KSpread), vektorsko risanje (KIllustrator, pozneje preimenovan v Karbon14), urejevalnikom besedil (KWord), programom za delo s preglednicami (KPresenter) ter programom za diagrame in grafe (KChart). Privzeti datotečni formati so temeljili na zapisu XML.

## KDE 2.1
Izdaja KDE 2.1 je grafično okolje obogatila s predvajalnikom večpredstavnostnih datotek Noatun, ki je v zasnovi modularen. KDE 2.1 je bil razvit v lastnem razvijalskem okolju KDevelop.

## KDE 2.2
Izdaja KDE 2.2 je prinesla za več kot 50% krajši zagonski čas aplikacij na platformah GNU/Linux in številne izboljšave brskalnika Konqueror. Odjemalec e-pošte KMail je dobil podporo protokolu IMAP (vključno s šifriranjem SSL in TLS), medtem ko je KOrganizer kot privzeti datotečni format sprejel iCalendar. Druge izboljšave vključujejo nov način upravljanja tiskalnikov in čarovnika za personalizacijo.

## Plan izida
| Datum              | Dogodek               |
| 2.0                | 2.0                   |
| ------------------ | --------------------- |
| 23. oktober 2000   | Izid KDE 2.0          |
| 5. december 2000   | 2.0.1                 |
| 2.1                |                       |
| 26. februar 2001   | Izid KDE 2.1          |
| 27. marec 2001     | 2.1.1                 |
| 30. april 2001     | 2.1.2 (samo kdelibs). |
| 2.2                |                       |
| 15. avgust 2001    | Izid KDE 2.2          |
| 19. september 2001 | 2.2.1                 |
| 21. november 2001  | 2.2.2                 |